# Franz Murer (Politiker)
Franz Murer (* 13. August 1877 in Beckenried; † 24. Juli 1962 ebenda) war ein Schweizer Politiker. Von 1927 bis 1934 gehörte er als Vertreter der Liberalen dem Regierungsrat des Kantons Nidwalden an.

## Leben
Franz Murer wurde als Sohn des Kaufmanns und Ratsherrn Johann Murer und der gebürtigen Altdorferin Kreszentia Lusser geboren. Er wuchs in Beckenried auf, wo Murer die Primar- und Sekundarschule besuchte. Nach der Schulzeit lernte er Zimmerer und bildete sich auf dem Bau weiter. Nach den Lehrjahren erweiterte er sein fachliches Wissen an Arbeitsplätzen in Deutschland, Ungarn und der Türkei. Nach der 1897 erfolgten Gründung der bis 2018 bestehenden Baufirma Murer im Gebiet Neuseeland in Beckenried leitete Murer fortan sein Unternehmen bis ins Jahr 1958.  
Auf Gemeindestufe war Franz Murers erstes Amt der Sitz im Gemeinderat, den er 1913 errang. Im Jahr 1919 trat er aus dem Gemeinderat aus und wurde in den Kirchenrat gewählt. Nach Ablauf der Wahlperiode gab Murer sein Amt im Kirchenrat auf, wurde aber als Mitglied im Schulrat von Beckenried gewählt. Im Jahr 1926 wählten ihn die Bürger erneut in den Kirchenrat und er wurde dessen Präsident (Kirchmeier).
Sein erstes Amt auf kantonaler Ebene war der Einzug als Ratsherr im Kantonsparlament 1919. In den Jahren 1925 bis 1927 war Murer sogar Landratspräsident. Das Volk wählte ihn an der Landsgemeinde 1927 in den Regierungsrat. Franz Murer blieb sieben Jahre lang Mitglied der Nidwaldner Regierung als Verkehrsdirektor (Verkehrsminister) und stellvertretender Baudirektor. Er war auch Mitglied der Baukommission (ab 1923) und der Kommission für das Korporationswesen. Zudem war Murer Präsident der Nidwaldner Liberalen. 
Franz Murer heiratete 1904 Therese Murer. Aus dieser Ehe stammen zwölf Kinder (sieben Söhne und fünf Töchter). Zwei Kinder starben jung. Der Sohn German Murer war  ebenfalls Regierungsrat. Franz Murer war einer der Gründerväter der Klewenalpbahn und lange Jahre deren Präsident. Murer hatte zahlreiche weitere Ämter. Er war Vorstandsmitglied des Schweizerischen Baumeisterverbands, war Vertreter im Bahnrat des Kreises II (mit Sitz im Gotthardgebäude in Luzern) der SBB, Präsident der Nidwaldner Handwerker- und Gewerbekommission sowie Präsident der Nidwaldner Kantonalbank-Baukommission. Ein Ausgleich zu seiner Arbeit im Baugeschäft und Politik war ihm das Familienleben, das Bergsteigen, die langjährige Mitgliedschaft im Turnverein und in der Feldmusik von Beckenried.

## Quelle
- Neues Stammbuch. Band VIII, Murer I, 29 (13).
- Familienregister Beckenried, Band II, Nummern 68 und 69. (nicht öffentlich)